# Ахмедов, Каракиши Ахлиман оглы
Каракиши Ахлиман оглы Ахмедов (азерб. Qarakişi Əhliman oğlu Əhmədov; род. 7 марта 1926, Джебраильский уезд) — 2012,советский азербайджанский хлопковод, Герой Социалистического Труда (1950).

## Биография
Родился 7 марта 1926 года в селе Ахмедалылар Джебраильского уезда Азербайджанской ССР (ныне Физулинский район).
В 1941—1969 годах тракторист Карягинской МТС, тракторист, бригадир трактористов колхоза «28 апреля» Физулинского района. С 1969 года главный механик колхоза. В 1949 году получил в обслуживаемых колхозах урожай хлопка 41 центнера с гектара на площади 160 гектаров.
Указом Президиума Верховного Совета СССР от 12 июля 1950 года за получение высоких урожаев хлопка на поливных землях в 1949 году Ахмедов Каракиши Ахлиман оглы присвоено звание Героя Социалистического Труда с вручением ордена Ленина и золотой медали «Серп и Молот».
Активно участвовал в общественной жизни Азербайджана. Член КПСС с 1962 года.
С 2002 года президентский пенсионер.
Скончался в 2012 году.